# Max Vogel (SA-Mitglied)
Maximilian „Max“ Vogel (* 18. Juli 1908 in München; † 1. Juli 1934 im KZ Dachau) war ein deutscher SA-Führer und eines der Opfer des so genannten Röhm-Putsches.

## Leben
Vogel war ein Sohn des Georg Vogel (1879–1938) und seiner Frau Luise, geb. Fischer (1881–1947). Nach dem Schulbesuch wurde Vogel zum Mechaniker ausgebildet. Am 9. August 1929 wurde er wegen eines Diebstahls zu einem Monat Gefängnis verurteilt. Die Strafe wurde jedoch zur Bewährung ausgesetzt.
Ende der 1920er Jahre schloss sich Vogel der NSDAP (Mitgliedsnummer 389.647) und der SA an. Spätestens seit 1932, wahrscheinlich bereits seit Ende 1930 oder 1931, gehörte er zum Stab von Ernst Röhm, für den er als Chauffeur und Mechaniker arbeitete. Dem Hitler-Biografen John Toland zufolge war Vogel ein Cousin Röhms. In der SA hatte er im September 1932 den Rang eines Sturmführers erreicht und wurde zum 1. März 1934 zum Obersturmführer befördert.
Am 30. Juni 1934 wurde Vogel in Bad Wiessee verhaftet und ins Gefängnis Stadelheim in München verbracht. Es ist nicht ganz klar, ob er wie Röhm in der Pension Hanselbauer verhaftet wurde oder – diese Darstellung findet sich in der Hitlerbiographie von John Toland – von Hitlers Chauffeur Erich Kempka in einer benachbarten Pension abgeholt wurde. Im Gegensatz zum Klischee, dass die Leute der Umgebung Röhms ausschließlich aus Homosexuellen bestanden habe, die am 30. Juni mit anderen Männern im Bett „ertappt“ wurden, soll er dort im Bett mit einer jungen Frau angetroffen worden sein. Am 1. Juli wurde Vogel nach der Ermordung Röhms durch Theodor Eicke und Michel Lippert zusammen mit drei weiteren SA-Leuten (Edmund Paul Neumayer, Erich Schiewek und Hans Schweighart) ins KZ Dachau verlegt und dort in den frühen Abendstunden von der Leibstandarte SS Adolf Hitler erschossen.
Den Angaben des Historikers Louis Leo Snyder zufolge stammte der Befehl zur Erschießung von Hitler persönlich, der ursprünglich angeordnet habe, zunächst Vogel zu erschießen und Röhm hiervon zu unterrichten, um verstärkten Druck auf ihn auszuüben. Wieso, falls diese Behauptung überhaupt zutreffen sollte, Vogel erst nach Röhm erschossen wurde, bleibt unklar. Wolfram Selig hat in jüngerer Zeit in seiner Studie zu den Münchener Opfern der Röhm-Affäre die Auffassung vertreten, dass Vogel eine jener der zwischen dem 30. Juni und 2. Juli 1934 ermordeten Personen gewesen sei, deren „einziges Vergehen es vermutlich“ gewesen sei, „dass sie dem engeren Kreis um Röhm angehörten“.
In der Nacht vom 2. zum 3. Juli 1934 wurde Vogels Leiche ins Krematorium des Münchener Ostfriedhofs gebracht und dort verbrannt. Postum wurde Vogel im Oktober 1934 aus der SA ausgestoßen.

## Archivalien
- NSDAP-Personalkarte (Bundesarchiv: Bestand PK, Film S 50 „Vogel, Martin - Vogel, Richard“, Bilder 577–582)
- OPG-Akte zu Max Vogel, Bundesarchiv
- SA-Akte zu Max Vogel, Bundesarchiv

| Personendaten    | Personendaten                          |
| ---------------- | -------------------------------------- |
| NAME             | Vogel, Max                             |
| ALTERNATIVNAMEN  | Vogel, Maximilian (vollständiger Name) |
| KURZBESCHREIBUNG | deutscher SA-Führer                    |
| GEBURTSDATUM     | 18. Juli 1908                          |
| GEBURTSORT       | München                                |
| STERBEDATUM      | 1. Juli 1934                           |
| STERBEORT        | KZ Dachau                              |